# Lachnaia italica
Lachnaia italica  (лат.) — вид листоедов (Chrysomelidae) из подсемейства клитрины (Clytrinae). Встречается в Италии, на Корсике, Сардинии и в Сицилии.

## Подвиды
- Lachnaia italica italica
- Lachnaia italica occidentalis